# Internationale luchthaven Kuala Namu
Internationale Luchthaven Kuala Namu (Indonesisch: Bandar Udara Internasional Kuala Namu) is een internationale luchthaven in Deli Serdang in de provincie Noord-Sumatra in Indonesië. Het vliegveld ligt op 30 kilometer van Medan, de grootste stad van het eiland Sumatra.
De luchthaven is geopend op 25 juli 2013 en dient als vervanging van het oude vliegveld Polonia, dat nu in handen van de Indonesische luchtmacht is onder de naam Luchtbasis Soewondo. Op de eerste dag waren er aanloopproblemen in verband met het op dezelfde dag sluiten van Polonia en het openen van Kuala Namu. Op 27 maart 2014 werd Kuala Namu officieel ingehuldigd door de toenmalige president van Indonesië Susilo Bambang Yudhoyono.

## Railink
Dankzij de Railink-spoorwegverbinding, heeft Kuala Namu een frequente Openbaar Vervoer-verbinding met het centrum van Medan. De luchthaven is de eerste in Indonesië met een directe spoorwegverbinding.

## Naam
Kuala Namu is een naam die uit twee talen is samengesteld: Kuala is het Indonesische woord voor riviermonding. Namu is afgeleid van het woord Namo uit de Karo Batak taal, die nog door het traditionele Karo-volk gesproken wordt. Het woord betekent hart of diepte. De samenvoeging wil zeggen "ontmoetingsplaats".

## Award
De luchthaven is in 2015 door adviesbureau Skytrax bekroond met een vier sterren "World Airport Award".

## Incident
Voordat de nieuwe luchthaven werd geopend, zou een vliegtuig van Malaysia Airlines (MH-864) landen op vliegveld Polonia, maar het vliegtuig, een Boeing 737 vanuit Kuala Lumpur, landde op een haar na bijna op de landingsbaan van Kuala Namu voordat de fout werd ontdekt en men verder vloog naar Polonia. Door dit incident liep het vliegtuig, dat al 20 minuten vertraging had, een vertraging op van 45 minuten.

## Galerij

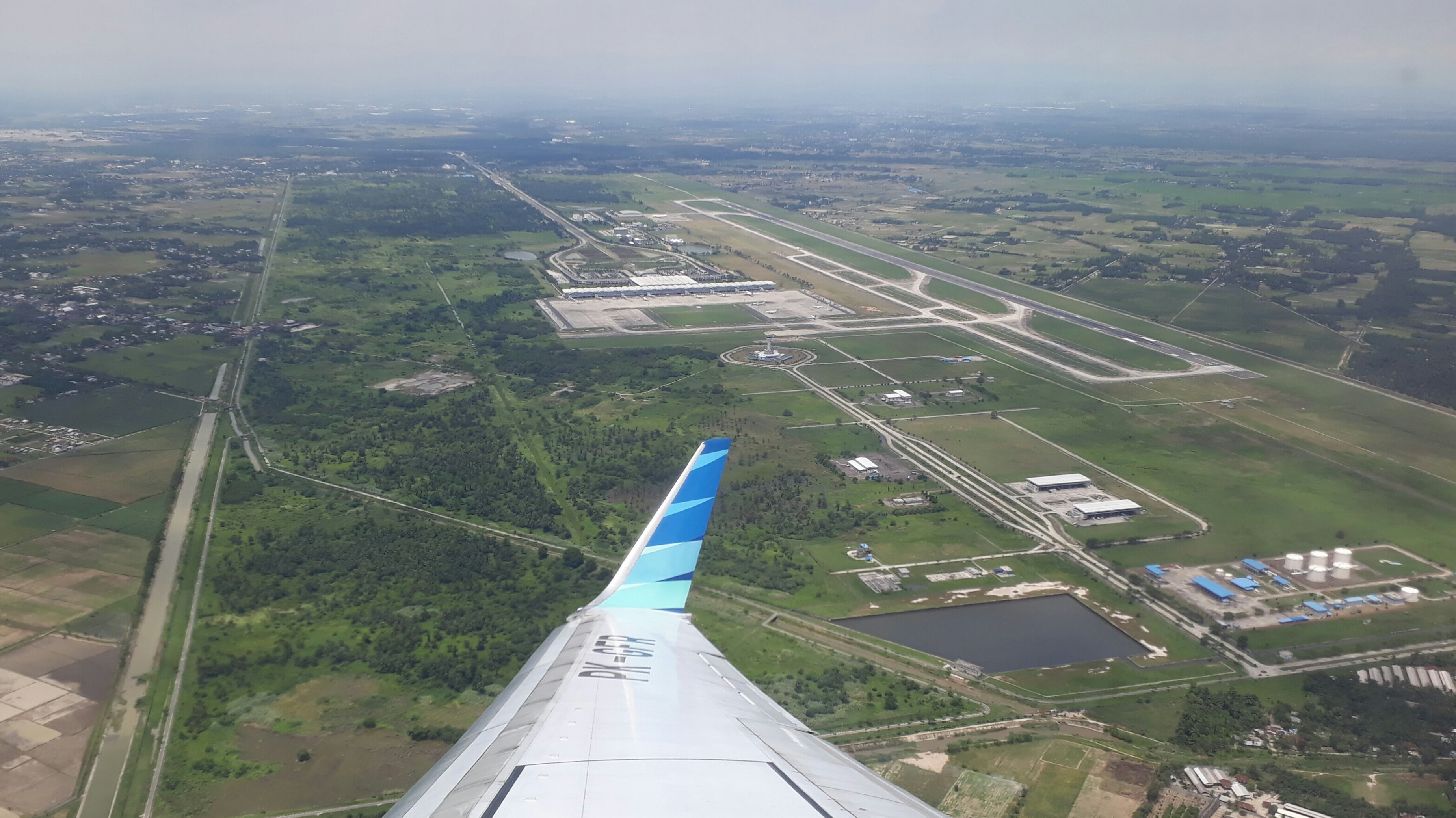
Kuala Namu vanuit de lucht.
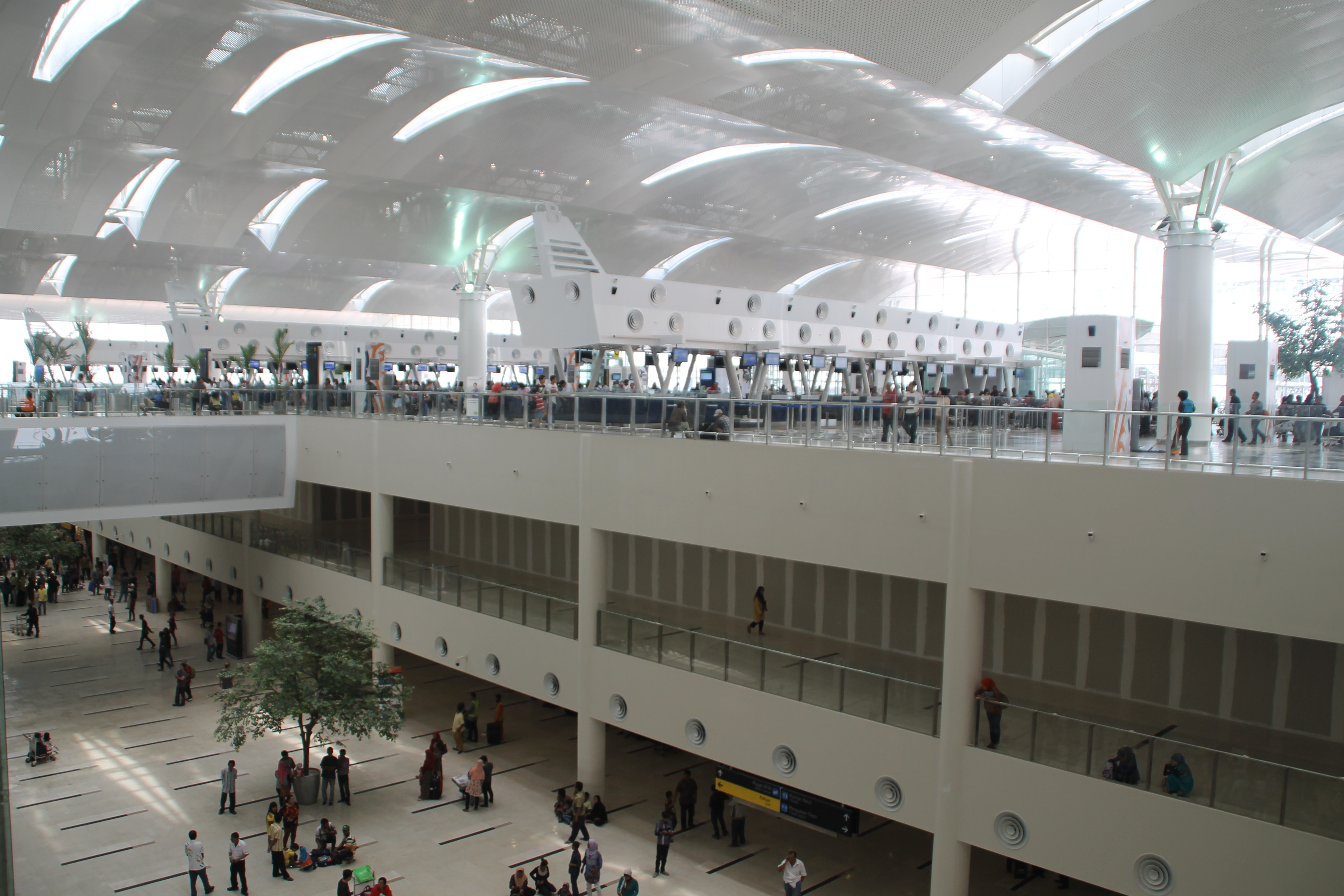
Vertrekhal
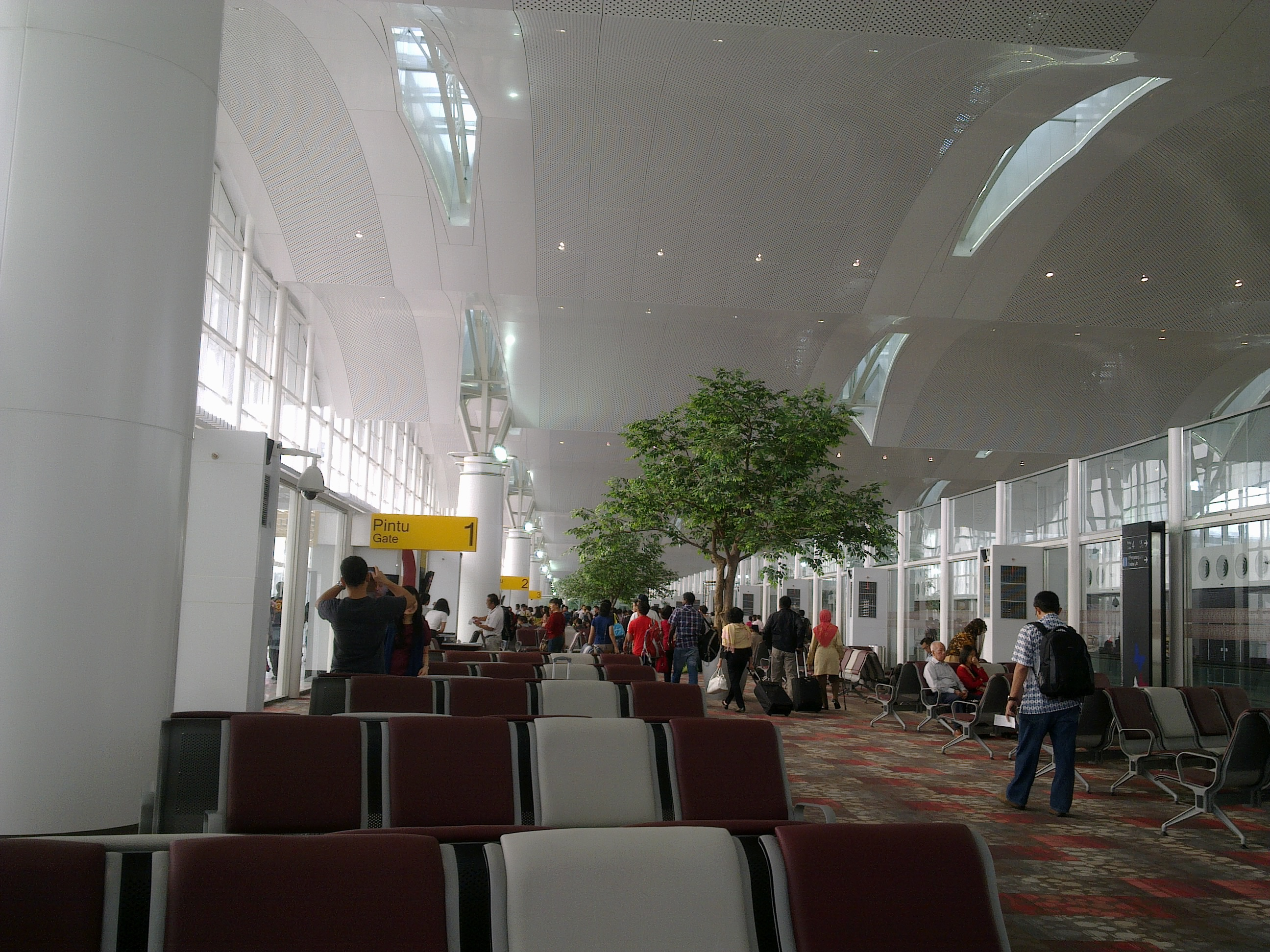
Wachtruimte